# 十三湖町
十三湖町（じゅうさんこまち）は、青森県北津軽郡金木町、中里町、市浦村、小泊村の合併によって計画された町。
法定合併協議会が設置され町名の決定にまで至ったが合併に至らず2004年(平成16年)1月31日に合併協議会が解散した。金木町と市浦村は五所川原市と新設合併し新市制による五所川原市として、中里町と小泊村は新設合併し中泊町となった。

## 経緯
- 2002年（平成14年）
  - 1月、金木町・中里町・市浦村・小泊村の町村長・議長が、任意の合併協議会設置を目指すことで一致する[1]。
  - 4月、上記の4町村によって「津軽北部地方合併協議会」が設置され、約8か月にわたって任意の合併協議会を計5回開催。
  - 12月、法定の合併協議会となる「津軽北部四町村合併協議会」の設置が合意となる。
- 2003年（平成15年）
  - 2月、「津軽北部四町村合併協議会」を設置。4月に開催された2回目の合併協議会で合併期日を「平成17年3月以内」に合併方式を「新設合併」とすることが決まる。
  - 7月、合併協議会で事務所の位置を「現金木町役場庁舎」に決定。
  - 9月、 新町の町名の最終候補は日本有数のシジミ産地である十三湖から「十三湖町」と、金木町出身である太宰治の名を冠した「太宰町」の2つに絞られていたが、新しい町の名称を「十三湖町」に最終決定した。しかし翌月の10月、金木町民によって「十三湖町」という町名の変更を求める署名運動が勃発する事態となる。
  - 11月、合併協議会で合併期日を「平成17年3月28日」に決定。
  - 12月25日、4町村の1つである金木町の臨時議会において「津軽北部四町村合併協議会」からの離脱案が全会一致で可決され金木町が合併協議会から脱退。
  - 12月27日、津軽北部四町村合併協議会の正副会長（４町村長）会議を開催、合併協議会を平成16年1月31日付けで廃止することに合意。
- 2004年（平成16年）1月31日、津軽北部四町村合併協議会が廃止。津軽北部4町村による合併の動きは、2年の歳月を経て未成に終わった。